# Die Wilden Hühner (Film)
Die Wilden Hühner ist ein deutscher Kinder- und Jugendfilm aus dem Jahr 2006, nach der aus bis dahin fünf Bänden bestehenden Buchreihe Die Wilden Hühner von Cornelia Funke. Anders als der Titel vermuten lässt, wird zum überwiegenden Teil die Handlung des dritten Bandes Die Wilden Hühner: Fuchsalarm nacherzählt, wobei aus dem ersten Band nur der Moment der Bandengründung übernommen wird. Die Aufnahme Wilmas in die Bande entstammt dem zweiten Band und wurde für den Film passend umgeschrieben. Neben der Kinofassung existiert eine zweiteilige Fernsehversion, die am 3. und 10. April 2011 im ZDF ausgestrahlt wurde.
2007 wurde die Fortsetzung Die Wilden Hühner und die Liebe gedreht, die in Titel und Inhalt dem fünften Teil entspricht. Nur in kurzen Rückblenden wird Bezug auf den vierten Band genommen. Drehorte waren u. a. Köln, Düsseldorf, Xanten und München.
2009 erschien ein dritter Film unter dem Titel Die Wilden Hühner und das Leben. Dieser nimmt zum Teil das Motiv des zweiten Buches (Klassenfahrt) auf, spielt aber mit einer eigenständigen Handlung nach dem fünften Band, um die Chronologie in der Filmreihenfolge zu erhalten.
Funke arbeitet am Drehbuch zu einem möglichen vierten Teil der Reihe.

## Handlung
Die „Wilden Hühner“ Sprotte, Frieda, Trude, Wilma und Melanie sind eine Mädchenbande, die sich in die Hühner von Sprottes Großmutter verguckt hat. Sie liegen ständig im Streit mit den „Pygmäen“ (Fred, Torte, Steve und Willi), einer Jungenbande aus dem gleichen Ort. Die Zeit, die die Wilden Hühner zusammen verbringen, nutzen sie nicht selten im Hühnerstall.
Als aber die Großmutter von Sprotte, Oma Slättberg, die Hühner schlachten möchte, wollen sie zusammen die Hühner retten. Auch wenn sie sich am Anfang nicht ausstehen können und sich oft streiten, verbindet anscheinend ein unsichtbares Band die beiden Gruppen. Gemeinsam schaffen sie es, Oma Slättberg zu überlisten und die Hühner zu retten.

## Auszeichnungen
- Paula Riemann wurde 2006 mit dem Undine Award als beste Debütantin geehrt.
- Der New Faces Award der Zeitschrift BUNTE ehrte 2009 mit einem Sonderpreis die gesamte Filmtrilogie.
- Die Deutsche Film- und Medienbewertung FBW in Wiesbaden verlieh dem Film die Bezeichnung wertvoll.